# The Snoop Sisters
Pour les articles homonymes, voir Snoop.
The Snoop Sisters est une série télévisée américaine en cinq épisodes de 90 minutes créée par Alan Shayne et diffusée entre le 18 décembre 1972 et le 19 mars 1974 sur le réseau NBC dans le cadre du NBC Mystery Movie.
La série est inédite dans tous les pays francophones.

## Synopsis
Ernesta Snoop et Gwendolyn Snoop Nicholson sont deux sœurs âgées qui aiment résoudre des énigmes policières pendant leur temps libre au grand dam du lieutenant Steve Ostrowski, policier de brigade criminelle de New York.

## Distribution
- Helen Hayes : Ernesta Snoop
- Mildred Natwick : Gwendolyn Snoop Nicholson
- Lou Antonio : Barney
- Bert Convy (en) : Lieutenant Steve Ostrowski

## Épisodes
1. The Female Instinct
2. Corpse and Robbers
3. Fear is a Free-Throw
4. The Devil Made Me Do It
5. A Black Day for Bluebeard